# Saltos ornamentais no Campeonato Europeu de Esportes Aquáticos de 2022 - Trampolim 3 m sincronizado feminino
A prova do trampolim 3 m sincronizado feminino dos saltos ornamentais no Campeonato Europeu de Esportes Aquáticos de 2022 ocorreu no dia 18 de agosto no Foro Italico, em Roma na Itália. 

## Calendário
| Fase  | Data         | Hora  |
| ----- | ------------ | ----- |
| Final | 18 de agosto | 15:30 |

Todos os horários estão no horário local (UTC+1)

## Medalhistas
| Ouro                                    | Prata                                       | Bronze                                    |
| Alemanha · Lena Hentschel · Tina Punzel | Itália · Elena Bertocchi · Chiara Pellacani | Suécia · Emilia Nilsson · Elna Widerström |

## Resultados
Esses foram os resultados da competição.
| Pos.              | Nacionalidade | Saltadoras                          | Pontos | Pontos | Pontos | Pontos | Pontos | Pontos | Pontos |
| Pos.              | Nacionalidade | Saltadoras                          | T1     | T2     | T3     | T4     | T5     | Total  |        |
| ----------------- | ------------- | ----------------------------------- | ------ | ------ | ------ | ------ | ------ | ------ | ------ |
| Medalha de ouro   | Alemanha      | Lena Hentschel Tina Punzel          | 47.40  | 46.20  | 60.30  | 60.30  | 66.96  | 281.16 |        |
| Medalha de prata  | Itália        | Elena Bertocchi Chiara Pellacani    | 46.20  | 34.20  | 61.20  | 66.96  | 52.20  | 260.76 |        |
| Medalha de bronze | Suécia        | Emilia Nilsson Elna Widerström      | 46.20  | 45.00  | 52.20  | 56.70  | 57.60  | 257.70 |        |
| 4                 | Reino Unido   | Desharne Bent-Ashmeil Amy Rollinson | 40.80  | 43.80  | 53.10  | 60.30  | 59.40  | 257.40 |        |
| 5                 | Ucrânia       | Viktoriya Kesar Hanna Pysmenska     | 46.80  | 40.80  | 54.90  | 49.29  | 54.00  | 245.79 |        |
| 6                 | França        | Jade Gillet Naïs Gillet             | 42.60  | 40.80  | 55.08  | 46.20  | 45.36  | 230.04 |        |
| 7                 | Suíça         | Madeline Coquoz Morgane Herculano   | 40.80  | 41.40  | 47.04  | 46.20  | 44.55  | 219.99 |        |
| 8                 | Hungria       | Eszter Kovács Estilla Mosena        | 37.80  | 37.80  | 44.64  | 49.21  | 46.20  | 215.85 |        |